# Zizula hylax
Zizula hylax is een vlinder uit de familie van de Lycaenidae. De wetenschappelijke naam van deze soort is als Papilio hylax in 1775 voor het eerst geldig gepubliceerd door Johann Christian Fabricius in Systema entomologiae.
De vlinder heeft een spanwijdte van ongeveer 1,5 centimeter. Als waardplanten worden soorten Acanthaceae gebruikt. 
De soort komt voor in Afrika, Azië en Australië.

## Synoniemen
- Papilio donovani Kirby, 1800
- Lycaena gaika Trimen, 1862
- Lycaena mylica Guenée, 1862
- Lycaena cleodora Walker, 1870
- Lycaena perparva Saalmüller, 1884
- Zizera horii Matsumura, 1931

## Ondersoorten
- Zizula hylax hylax
- Zizula hylax attenuata (Lucas, 1890)
- Zizula hylax dampierensis (Rothschild, 1915)
- Zizula hylax pygmaea (Snellen, 1876)